# The Avengers (videojuego)
The Avengers iba a ser un videojuego de disparos en primera persona Beat 'em up producido por THQ Studio Australia que se lanzaría en 2012, para coincidir con el lanzamiento de la Marvel Comics película del mismo nombre. El juego no estaba vinculado ni basado en la película, sino más bien una historia original, inspirada en la historia "Invasión Secreta" en los cómics.

## Jugabilidad
El juego debía ser cooperativo, entre cuatro jugadores fuera de línea y en línea, con el trabajo en equipo como una mecánica esencial. Cada uno de los personajes jugables tendría un estilo de juego único, como que Iron Man pudiera volar mientras Hulk tenía los ataques cuerpo a cuerpo más fuertes. Los ataques de asistencia permitieron a los jugadores aturdir a los enemigos, dejándolos abiertos para que otros jugadores los acabaran, como Thor invocando un rayo con el Capitán América terminando al oponente usando su escudo. Los jugadores también podrían ganar punto de experiencia s al realizar una serie de combos de ataque cuerpo a cuerpo contra enemigos aturdidos, que luego desbloquearían habilidades adicionales. Los "potenciadores de héroe" utilizados por el jugador podrían aumentar las estadísticas de otros jugadores dependiendo del personaje, como Iron Man creando escudos de energía alrededor de sus aliados por un tiempo limitado.
El ejército Skrull debía tener habilidades únicas basadas en una variedad de superhéroes como Fantastic Four, X-Men y los Vengadores, con jefes como Ultron, Veranke y un Skrull gigante. Otros personajes como Black Widow y Hawkeye también se consideraron personajes desbloqueables junto con los Cuatro Fantásticos y Ant-Man, que también fueron incluidos como NPC.

## Desarrollo y cancelación
En 2010, THQ adquirió los derechos de Marvel con el desarrollo manejado por THQ Studio Australia con el desarrollo subcontratado manejado por Blue Tongue Entertainment para crear un videojuego basado en varios personajes de Los Vengadores. El juego elegido para estar en primera persona vino de los desarrolladores que querían probar algo diferente de juegos anteriores basados en las propiedades de Marvel, queriendo que el jugador viera a través de los ojos de personajes como Capitán América, Hulk,  Thor y Iron Man. La historia debía ser un elemento original que tomara prestados elementos de la historia "Invasión Secreta" en los cómics con Brian Michael Bendis, quien escribió el arco, traído para escribir la historia del juego.
PlayStation 3 y Xbox 360 fueron las principales consolas de desarrollo con Blue Tongue Entertainment manejando el puerto  PC. Los planes para una Wii U también se consideraron en torno al lanzamiento del sistema y las características de la consola como Kinect para un modo llamado "Academia de Entrenamiento de Vengadores" que haría que el jugador tomara el control de un superhéroe novato para luchar Los Vengadores usaron controles de movimiento, pero ambos fueron cortados más tarde durante la preproducción.
A mediados de 2011, el juego estaba luchando por mantenerse al día con el desarrollo de THQ problemas financieros con Homefront  y el uDraw periférico que le cuesta a la compañía $ 100 millones y que el valor del dólar australiano aumenta, lo que hace que THQ pague más a sus empleados en Australia que a sus divisiones nacionales, lo que llevó a la decisión de cerrar THQ Studio Australia y Blue Tongue Entertainment. En las últimas semanas de cierre de los desarrolladores, se acercaron a Marvel Entertainment con la esperanza de continuar financiando y desarrollando el título, que Marvel se negó con el juego oficialmente cancelado.
Después de la cancelación del juego, THQ vendió sus propiedades, con Ubisoft adquiriendo la licencia para hacer su propio juego vinculado a la película, tomando prestados algunos de los conceptos y la historia del juego para crear Marvel Avengers: Battle for Earth para Xbox 360 y Wii U, lanzado el 20 de octubre de 2012.